# La città spenta
La città spenta (The City is Dark) è un film del 1953 diretto da André De Toth.
Negli Stati Uniti il film è noto anche con il titolo alternativo di Crime Wave, mentre in Italia come La città è spenta.

## Trama
Steve Lacy è un ex detenuto che, dopo aver scontato la sua pena a San Quentin, ha cambiato vita: ora ha un lavoro stabile e vive serenamente con la moglie Ellen. Tuttavia, il passato torna a bussare alla sua porta quando Doc Penny e altri due criminali evasi, Gat Morgan  e Ben Hastings, iniziano una fuga disperata, uccidendo un poliziotto durante una rapina. Il tenace detective Sims, convinto che gli evasi cercheranno rifugio presso vecchie conoscenze, individua Lacy come un possibile contatto e inizia a sorvegliarlo. Quando Morgan, ferito gravemente, si presenta alla porta di Lacy, questi cerca di cacciarlo, ma l'uomo è in fin di vita. Chiamato per aiutarlo, il dottor Otto Hessler, un ex medico alcolizzato e poco raccomandabile che ora lavora come veterinario, constata il decesso e si allontana, mentre Lacy si rende conto che Penny e Hastings arriveranno presto. 
Temendo di essere coinvolto, esita a contattare la polizia ma Ellen lo convince a chiamare il suo agente di sorveglianza. Proprio in quel momento, Sims si presenta a casa sua e, credendo che Lacy sia complice della fuga, lo arresta, sottoponendolo a un duro interrogatorio per costringerlo a collaborare. Dopo tre giorni di detenzione, Lacy viene rilasciato ma al suo ritorno trova Penny e Hastings ad attenderlo. Minacciato, è costretto a ospitarli in casa per evitare che facciano del male a Ellen. Nel frattempo, Sims convince Hessler a tornare da Lacy per raccogliere informazioni, ma il veterinario, dopo aver scoperto la presenza dei criminali, viene seguito e ucciso da Hastings. Penny, deciso a rapinare una banca, obbliga Lacy a essere il loro autista, minacciando la vita di Ellen, affidata alla custodia del brutale Johnny Haslett. Con la polizia sulle loro tracce, la tensione sale. Lacy dovrà trovare il modo di proteggere Ellen e dimostrare la propria innocenza, mentre il detective Sims non smette di pedinarlo, determinato a catturare i fuggitivi.

## Produzione
La pellicola è un adattamento cinematografico del racconto Criminal Mark pubblicato sul The Saturday Evening Post, scritto a due mani da John e Ward Hawkins.
(André De Toth)
Il regista spiegò come il suo scopo fosse quello di proiettare lo spettatore direttamente all'interno degli avvenimenti; per questo ritenne fondamentale girare con grande rapidità, accettando, se non esibendo volontariamente, errori e imperfezioni inammissibili in un film realizzato in studio. Un esempio fu la sequenza della rapina finale, girata in una vera banca che la troupe ebbe a disposizione per una sola notte: De Toth dichiarò che l'urgenza con cui dovettero lavorare lo aiutò ed è avvertibile sullo schermo. Inoltre, il regista rifiutò l'utilizzo di Humphrey Bogart, nel ruolo del tenente ispettore Sims, voluto dai produttori, sostenendo che la presenza di un attore di tale caratura avrebbe comportato uno stanziamento di denaro ben maggiore e avrebbe altresì impedito quel tipo di lavorazione voluto fortemente.

## Distribuzione
Il film uscì in Italia il 22 ottobre 1953, in anticipo rispetto agli Stati Uniti in cui fu distribuito a partire dal 12 gennaio 1954.

### Edizione italiana
La prima revisione cinematografica italiana impose il divieto di visione ai minori di 16 anni. Una seconda revisione del 1977, atta ad abbassare il divieto ai minori di 14 anni, decretò l'eliminazione di due scene di violenza: lo strangolamento del veterinario Hessler e l'uccisione del capo dei banditi nella banca e dell'altro gangster Hastings.

## Accoglienza

### Critica
(Leo Pestelli, La Stampa, 24 ottobre 1953)
(Renato Venturelli, Gangster in cento film, 2000)